# Marie-Poupée
Pour plus de détails, voir Fiche technique et Distribution.
Marie-Poupée est un film français réalisé par Joël Séria et sorti en 1976.

## Synopsis
Marie, adolescente ou femme-enfant, se rend dans une boutique de poupées anciennes et rencontre Claude, qui est le collectionneur. Il tombe amoureux assez rapidement. 
Très rapidement, ils sympathisent et se marient alors qu'elle a 17ans. Le soir des noces, Claude met en application un scénario fétichiste dans lequel Marie devient une poupée vivante. Il va donc la déshabiller et la laver avant de la remettre au lit. 
Lorsqu'elle habite donc chez lui, ils ont alors une chambre différente. On voit la richesse de l'homme qu'elle a épousé. Elle est alors gâtée, que ce soit de pâtisseries ou de robes ou même d'affection venant de Claude. Mais tous cela sans que le mariage soit consommé. 
Avec le temps le couple se fissure, Marie est toujours en demande d'affection, mais le jeu n'amuse plus Claude tous les soirs. Pendant une absence de Claude elle fait la connaissance d'Ida qui jouera avec elle un étrange jeu de séduction en prenant son bain avec elle. Marie se rapproche également du palefrenier, et la réconforte souvent lorsque Marie se sent triste du manque de caresses de son époux, tandis que Claude en déplacement joue ( certainement au même jeu auquel il jouait avec Marie) avec une poupée vivante infiniment plus jeune.
Un soir, le palefrenier excité par Marie entreprend de la déshabiller et de la caresser, Marie se laisse faire jusqu'au moment où celui-ci s’apercevant qu’elle est vierge se jette sur elle pour la violer. Marie lui donne un coup de couteau et s'enfuit nue sous la pluie dans la forêt où elle se fait assommer par une branche basse. 
La fin du film nous montre la boutique de poupées anciennes,le gérant n'est plus le même. Une jeune femme, adolescente entre et dit qu'une poupée à l'air étrange, la poupée mise en évidence dans la vitrine ressemble comme deux gouttes d'eau à Marie. Elle n'est pas à vendre. L'adolescente repart donc. La fin du film ressemble au début; il y a donc eu un effet de boucle, comme si le film était un cycle.

## Fiche technique
- Réalisation et scénario : Joël Séria
- Musique Philippe Sarde
- Photographie : Marcel Combes
- Montage : Étiennette Muse
- Décors : Christian Lamarque
- Costumes : Nana
- Sociétés de production : Coquelicot Films et CHPG
- Pays de production :  France
- Langue originale : français
- Genre : drame
- Format : couleur (Eastmancolor) - son mono
- Durée : 115 minutes
- Date de sortie :
  - France : 25 août 1976
- Certification : interdit aux moins de 16 ans à sa sortie en salles, aujourd'hui tout public[réf. nécessaire]

## Distribution
- Jeanne Goupil : Marie-Poupée
- André Dussollier : Claude
- Andréa Ferréol : Ida Courtin
- Bernard Fresson : Sergio, le métayer
- François Perrot : Pierre Courtin
- Marie Mergey : Germaine
- Marius Laurey : Charles
- Fanny Ardant : Marie-Paule
- Nathalie Drivet : Françoise
- Alain Flick : Biclo
- Pierre Forget : Charlot
- Dominique Lavanant : Tante Alice
- Jean-Paul Muel : le prêtre